# Saint-Jean-Saint-Germain
Saint-Jean-Saint-Germain település Franciaországban, Indre-et-Loire megyében. Lakosainak száma 746 fő (2022. január 1.). Saint-Jean-Saint-Germain Perrusson, Saint-Hippolyte, Sennevières és Verneuil-sur-Indre községekkel határos.

## Népesség
A település népessége az elmúlt években az alábbi módon változott:
| Lakosok száma | 604  | 557  | 561  | 663  | 737  | 751  | 762  | 761  | 752  | 746  |
|               | 1968 | 1982 | 1990 | 2006 | 2013 | 2015 | 2017 | 2019 | 2020 | 2022 |